# Helmholtz-Zentrum Potsdam – njemački istraživački centar za geoznanosti
Helmholtz centar Potsdam – GFZ njemački istraživački centar za geoznanosti ( eng. Helmholtz Centre Potsdam GFZ German Research Centre for Geosciences ) Zaklada je javnog prava, do 16. lipanaj 2008. GeoForschungsZentrum Potsdam, je nacionalni istraživački centar za geoznanosti u Njemačkoj. Nalazi se u znanstvenom parku Albert Einstein na Potsdamer Telegrafenbergu .

## Satelitski projekti
GFZ je razvio nekoliko satelita. Prvi od njih već je učinio zavod poznatim izvan užih krugova njegove znanosti.
Prvi i mali, LASER i istraživački satelit nazvan je GFZ-1 i lansiran je 1992. za satelitsku triangulaciju i analizu zemljinog gravitacijskog polja. Njegova orbita u 400 km nadmorske visine bila je za životni vijek od oko 5 godina dizajnirana. GFZ-1 je težio 21 kg i bio je opremljen sa 60 pasivnih reflektora, pomoću kojih se s centimetarskom preciznošću mjerila njegova udaljenost do raznih zemaljskih stanica kao i do SLR stanice koja je na GFZ-u postojala od 1974. godine. Dana 23 1. lipnja 1999. satelit je izgorio u gornjoj atmosferi.

## Vanjske poveznice
- Početna stranica GeoForschungsZentrum
- Struktura GFZ-a po odjelima
- Galerija slika GFZ satelitskih misija
- [neaktivna poveznica]
- Stranice projekta sustava ranog upozoravanja na tsunami GITEWS
- Informacije o projektu PROTECTS  Arhivirana inačica izvorne stranice od 4. ožujka 2016. (Wayback Machine)
- Projektne stranice projekta Sustav ranog upozoravanja na daljinu (DEWS)  Arhivirana inačica izvorne stranice od 16. travnja 2011. (Wayback Machine) (engleski)
- Projektne stranice EU projekta TRIDEC: Collaborative, Complex and Critical Decision-Support in Evolving Crises  Arhivirana inačica izvorne stranice od 19. srpnja 2022. (Wayback Machine) (engleski)
- Global Risk Awards 2013: Nagrada za projekt TRIDEC u području "Upravljanje rizikom preko granica"  Arhivirana inačica izvorne stranice od 6. ožujka 2013. (Wayback Machine) (engleski)
- Stranice projekta pilot stranice Ketzin
- Projektne stranice EU projekta CO2CARE
- Priopćenje: "GFZ na svjetskoj izložbi EXPO 2012"
- Stranice projekta sustava ranog upozoravanja na tsunami GITEWS